# Єнікеєво (Гірськомарійський район)
Єніке́єво (рос. Еникеево, марій. Вӱтламарий) — присілок у складі Гірськомарійського району Марій Ел, Росія. Входить до складу Озеркинського сільського поселення.

## Населення
Населення — 273 особи (2010; 352 у 2002).
Національний склад (станом на 2002 рік):
- марі — 78 %